# Vân Chi Vũ
Vân Chi Vũ (Tiếng Trung: 云之羽, Tiếng Anh: My Journey to You) là bộ phim truyền hình gián điệp của Trung Quốc do Quách Kính Minh đạo diễn, với sự tham gia của các diễn viên  Ngu Thư Hân, Trương Lăng Hách, Thừa Lỗi, Lư Dục Hiểu,...Bộ phim được phát sóng trên IQIYI vào năm 2023

## Nội dung
Bộ phim kể về nàng gián điệp Vân Vi Sam (Ngu Thư Hân đóng) khát khao tự do, phải dấn thân vào Cung Môn để hoàn thành nhiệm vụ. Tại nơi âm u quỷ dị này, nàng gặp gỡ tình yêu, tình bạn, định nghĩa được chính mình, tìm được chí hướng tiến về phía trước, cùng với chàng công tử phản nghịch Cung Tử Vũ (Trương Lăng Hách đóng) đồng hành và trưởng thành.

## Diễn viên

### Diễn viên chính

#### Núi trước - Cung Môn

##### Vũ Cung
| Diễn viên        | Vai diễn     | Giới thiệu nhân vật |
| ---------------- | ------------ | --- |
| Ngu Thư Hân      | Vân Vi Sam   | Vô Phong thích khách (Ly) → Chấp Nhẫn phu nhân Thích khách cấp bậc "Ly" của Vô Phong. Để có được tự do, Vân Vi Sam chấp nhận nhiệm vụ cải trang thành một tiểu thư khuê các đến cầu xin sự che chở của nhà họ Cung, trà trộn vào Cung Môn với thân phận tân nương để điều tra tình báo, nhưng lại gặp phải biến cố khi Cung chủ và người thừa kế của Cung Môn, Cung Hoán Vũ, bị sát thủ sát hại. Trong biến cố này, Vân Vi Sam chỉ có thể chuyển mục tiêu tiếp cận sang tân cung chủ Cung Tử Vũ. Sau nhiều tính toán, nàng đã như nguyện trở thành tân nương của Cung Tử Vũ.                                                             |
| Trương Lăng Hách | Cung Tử Vũ   | Vũ Cung Nhị công tử→ Cung Môn Chấp Nhẫn Tứ công tử của Cung Môn, một công tử ngỗ nghịch, hóa ra lại là Nhị công tử đương thời của Chấp Nhẫn. Hắn vốn dĩ chỉ thích thú với những chuyện phong hoa tuyết nguyệt, nào ngờ anh trai và cha lại cùng lúc gặp nạn. Người ở vị trí cao phải giữ vững địa vị của mình trong nguy cơ trùng trùng, và đã nảy sinh tình cảm ấm áp với Vân Vi Sam, người cũng sống trong môi trường lạnh lẽo, đồng thời cũng nảy sinh tâm tình khát khao yêu đương một cách hèn mọn. Dù không màng quyền vị, hắn vẫn quyết định lợi dụng thân phận Chấp Nhẫn để điều tra ra chân tướng cái chết của cha và anh trai. |
| Nhậm Sơn         | Cung Hồng Vũ | Cung Môn Chấp Nhẫn Cha của Cung Hoán Vũ và Cung Tử Vũ. Ông nhất kiến chung tình với Lan phu nhân, có Cung Tử Vũ với bà. Ông đặt nhiều kỳ vọng vào Cung Tử Vũ, nhưng trước đêm đại hôn của Thiếu chủ thì bị người khác đánh tráo Bách Thảo Túy mà trúng độc qua đời. |
| Trần Đô Linh     | Lan phu nhân | Cung Môn Chấp Nhẫn Phu Nhân Kế thất của Cung Hồng Vũ, mẹ ruột của Cung Tử Vũ. Trước khi gả vào Cung Môn đã có người trong lòng, khát khao trốn khỏi Cung Môn, cuối cùng u uất mà qua đời khi Cung Tử Vũ 10 tuổi. |
| Ôn Tranh Vanh    | Minh Vụ Cơ   | Chấp Nhẫn Di Nương Thích khách "Vô Danh" của Vô Phong, có cấp bậc là "Mị", đã ẩn mình trong Cung Môn hơn 20 năm, không ai biết thân phận thật sự. Nhưng vì ám sát Nguyệt trưởng lão mà bị Cung Thượng Giác nghi ngờ. |
| Kỷ Lăng Trần     | Cung Hoán Vũ | Vũ Cung Cung Chủ/ Cung Môn Thiếu Chủ Anh trai của Cung Tử Vũ, gián điệp của Vô Phong. Bề ngoài hắn có vẻ không tranh giành, thật thà chất phác, hiền lành, do dự, nhưng thực chất lại là người sâu sắc, giả vờ ngốc nghếch để che giấu mưu mô, tàn nhẫn độc địa, làm việc quyết đoán. Cung Hoán Vũ có quan hệ mật thiết với gián điệp "Vô Danh", muốn cùng nhau lật đổ Cung Môn. Tuy nhiên, vào thời khắc quan trọng, Cung Hoán Vũ lại bất ngờ quay lưng, trở về Cung Môn xác nhận gián điệp của Vô Phong. |
| Tôn Thần Thuân   | Kim Phồn     | Lục Ngọc Vệ thân cận của Nhị công tử → Lục Ngọc Vệ thân cận của Chấp Nhẫn Thị vệ thân cận của Cung Tử Vũ, thị vệ Hồng Ngọc trẻ tuổi nhất của Cung Môn, năng lực xuất chúng, võ công cực cao, được lão Chấp Nhẫn chọn phái đến bên cạnh Cung Tử Vũ làm thị vệ, luôn che giấu thực lực. Trong quá trình ở bên nhau, Kim Phồn và Cung Tử Vũ đã kết tình bạn sâu sắc, và nhiều lần cứu mạng Cung Tử Vũ. Về tình cảm, Kim Phồn trong lòng yêu thích Cung Tử Thương, nhưng vì thân phận và trách nhiệm trên vai, anh luôn kìm nén tình cảm này, nhưng cuối cùng vẫn bị Cung Tử Thương làm cho cảm động, hai người đến được với nhau.           |

##### Giác Cung
| Diễn viên       | Vai diễn          | Giới thiệu nhân vật |
| --------------- | ----------------- | --- |
| Thừa Lỗi        | Cung Thượng Giác  | Giác Cung Đại công tử → Giác Cung Cung Chủ Vị công tử được phái ra ngoài của nhà họ Cung, luôn luôn quyết tâm giành lấy vị trí Chấp Nhẫn, tính cách âm hiểm độc ác, nhưng lại mãi không thể nhìn thấu Thượng Quan Thiển. Hắn có một sự thương xót đặc biệt đối với cô gái ngây thơ như thỏ trắng này. Hắn luôn bất mãn với việc Cung Tử Vũ đảm nhiệm vị trí Chấp Nhẫn, trừ khi tân Chấp Nhẫn chứng minh năng lực của mình, hắn mới chịu thừa nhận. |
| Lư Dục Hiểu     | Thượng Quan Thiển | Vô Phong thích khách (Mị) → Giác Cung Cung chủ phu nhân Thích khách cấp bậc "Mị" của Vô Phong. Bề ngoài ngây thơ vô hại, nhưng sau lưng lại tàn nhẫn độc địa. Thượng Quan Thiển vốn là cô nhi của phái Cô Sơn. Khi Điểm Trúc tiêu diệt phái Cô Sơn, nàng bị thương và mất trí nhớ, được kẻ thù Điểm Trúc đưa về Vô Phong, trở thành một sát thủ. Thượng Quan Thiển là người khéo léo, giỏi bày mưu tính kế. Nàng nhận lệnh ẩn náu bên cạnh Cung Thượng Giác để tìm cơ hội đoạt lấy Vô Lượng Lưu Hỏa, nhưng trong quá trình tiếp cận Cung Thượng Giác, Thượng Quan Thiển đã yêu hắn. |
| Diêu Đồng       | Lãnh phu nhân     | (Trước đây) Giác Cung Cung chủ phu nhân Cùng với Lan phu nhân đều là người Cô Tô Dương thị. 10 năm trước, bị Hàn Y Khách sát hại chết thảm. |
| Trương Lạc Quân | Cung Lãng Giác    | Giác Cung Nhị công tử Em trai của Cung Thượng Giác, cùng tuổi với Cung Tử Vũ. 10 năm trước Hàn Y Khách sát hại chết thảm. |
| Hà Trạch Viễn   | Kim Phục          | Cận Vệ Lục Ngọc thân cận của Cung Thượng Giác |

##### Chủy Cung
| Diễn viên     | Vai diễn       | Giới thiệu nhân vật |
| ------------- | -------------- | --- |
| Điền Gia Thụy | Cung Viễn Chủy | Chủy Cung công tử → Chủy Cung Cung Chủ Tam công tử của Cung Môn, em trai út của nhà họ Cung, tinh thông dược lý và ám khí, là một thiên tài về chế độc. Từ nhỏ cậu đã cô đơn không nơi nương tựa, lớn lên dưới sự dạy dỗ và đồng hành tận tình của anh trai Cung Thượng Giác, có sự sùng bái và phụ thuộc vào anh trai, luôn đặt lợi ích của Cung Thượng Giác lên hàng đầu. Ban đầu là người ủng hộ Cung Thượng Giác, sau này dần dần cũng nảy sinh tình cảm phức tạp với Vân Vi Sam. |

##### Thương Cung
| Diễn viên | Vai diễn        | Giới thiệu nhân vật |
| --------- | --------------- | --- |
|           | Cung Lưu Thương | (Trước đây) Thương Cung Cung Chủ Cha của Cung Tử Thương |
| Kim Tĩnh  | Cung Tử Thương  | Thương Cung Đại tiểu thư → Thương Cung Cung Chủ Đại tiểu thư của nhà họ Cung, tính cách hoạt bát, lanh lợi, giỏi rèn đúc binh khí, thích vẻ đẹp của nam giới, đặc biệt là thị vệ Kim Phồn của em trai Cung Tử Vũ. Dù từng bị phụ thân đánh giá thấp, chỉ coi như người hỗ trợ chăm sóc em trai, nhưng nàng không hề nản lòng. Ngược lại, nàng hợp tác với Hoa công tử để nghiên cứu và chế tạo ra Sơn Tồi, nâng cao thực lực của Cung Môn, cuối cùng cũng toại nguyện nên duyên với người mình yêu là Kim Phồn. |

#### Núi sau - Cung Môn
| Diễn viên                             | Vai diễn          | Giới thiệu nhân vật |
| ------------------------------------- | ----------------- | --- |
| Lâm Tử Diệp Thành niên: Tăng Thuấn Hy | Tuyết Đồng Tử     | Người trông coi Tuyết Cung, thực chất là Tuyết Cung công tử Tu luyện Táng Tuyết Tâm Kinh nên cứ 4 năm lại trẻ lại một lần, cơ thể và ký ức sẽ khôi phục như mới. Sau này vì không muốn quên Tuyết công tử mà tự phế bỏ Táng Tuyết Tâm Kinh. |
| Trữ Tử Thuyên                         | Tuyết công tử     | Thư đồng của Tuyết Đồng Tử Người của Tuyết thị tộc. Sau này bị Vạn Sĩ Ai đánh trọng thương mà chết. |
| Tả Diệp                               | Nguyệt công tử    | Nguyệt Cung thủ cung nhân → Nguyệt Cung trưởng lão Nhân từ y thuật, tinh thông dược lý. Lần đầu tiên xuống núi sau gặp Vân Tước đang bị Cung môn truy bắt vì bại lộ thân phận, đề nghị dùng Vân Tước làm người thử thuốc để cứu mạng. Nảy sinh tình cảm với Vân Tước sau thời gian dài, để giúp Vân Tước thoát khỏi Vô Phong đã đề xuất giả chết, nhưng bị Điểm Trúc nhìn thấu và bắt Vân Tước về xử tử. |
| Lương Tuyết Phong                     | Hoa công tử       | Hoa Cung thủ cung nhân Con trai của Hoa trưởng lão, Hoa Cung phụ trách chế tạo hỏa dược và vũ khí cho Cung môn, hóa danh "Tiểu Hắc" thường xuyên trốn đến Thương Cung cùng Cung Tử Thương nghiên cứu. Sau này đã kích nổ thuốc nổ, cùng chết với Bi Húc. |
| Đàm Kiến Xương                        | Tuyết trưởng lão  | Tuyết Cung trưởng lão |
| Thẩm Bảo Bình                         | Nguyệt trưởng lão | Nguyệt Cung trưởng lão |
| Đinh Chí Dũng                         | Hoa trưởng lão    | Hoa Cung trưởng lão |

### Vô Phong
| Diễn viên   | Vai diễn     | Giới thiệu nhân vật |
| ----------- | ------------ | --- |
| Âu Mễ Đức   | Hàn Nha Tứ   | Giáo quan của Vô Phong, phụ trách huấn luyện Vân Vi Sam và Vân Tước. Sau này để che chở Vân Vi Sam đã chiến đấu ác liệt với Tư Đồ Hồng và trúng độc mà chết.                                                |
| Chu Tiển    | Hàn Nha Thất | Giáo quan của Vô Phong, phụ trách huấn luyện Thượng Quan Thiển |
| Dương Kiêu  | Hàn Nha Nhị  | Giáo quan của Vô Phong, phụ trách huấn luyện Minh Vụ Cơ |
| Ngải Mễ     | Vân Tước     | Vô Phong thích khách cấp bậc "Ly", nghĩa muội của Vân Vi Sam, 2 năm trước đột nhập Cung môn trộm thuốc, nảy sinh tình cảm với Nguyệt công tử. Sau này vì giả chết đã bị Điểm Trúc đánh vỡ đỉnh đầu mà chết. |
| Tăng Khả Ny | Trịnh Nam Y  | Vô Phong thích khách cấp bậc "Ly". Lấy thân phận Nhị tiểu thư Trịnh gia trà trộn vào đội ngũ tân nương chờ tuyển chọn, dưới sự chỉ thị của người yêu Hàn Nha Thất, đã hy sinh để bảo vệ Thượng Quan Thiển.  |

## Nhạc phim
| STT | Nhan đề                                    | Ca sĩ thể hiện   | Thời lượng |
| --- | ------------------------------------------ | ---------------- | ---------- |
| 1.  | "Vân Chi Vũ (云之羽)" (Ca khúc chủ đề)     | Trương Kiệt      |            |
| 2.  | "Sơn Nguyệt Bất Miên (山月不眠)"           | Mao Bất Dịch     |            |
| 3.  | "Tứ Mộng (赐梦)"                           | Ngu Thư Hân      |            |
| 4.  | "Chung Giác Thiển (终角浅)"                | Châu Truyền Hùng |            |
| 5.  | "Viễn Sơn Như Tạc (远山如昨)"              | Trần Sở Sinh     |            |
| 6.  | "Vân Nê (云泥)"                            | Hy Lâm Na Y Cao  |            |
| 7.  | "Chờ ta trở thành chúng ta (等我变成我们)" | Diệp Huyền Thanh |            |
| 8.  | "Ca giả (歌者)" (Nhạc đệm)                 | Điền Gia Thụy    |            |